# Erifanis
Erifanis (en llatí Eriphanis, en grec antic Ἠριφανίς) va ser una poeta grega que acompanyava les seves obres amb música, autora de poesia eròtica. Un tipus de cançó d'amor portava el seu nom. Només es conserva una línia dels seus poemes, que cita Ateneu de Naucratis, l'únic autor antic que la menciona.